# Liste der Monuments historiques in Autechaux-Roide
Die Liste der Monuments historiques in Autechaux-Roide führt die Monuments historiques in der französischen Gemeinde Autechaux-Roide auf.

## Liste der Objekte
| Bezeichnung | Beschreibung                                                  | Standort                                 | Kennzeichnung | Schutzstatus | Datum | Bild |
| ----------- | ------------------------------------------------------------- | ---------------------------------------- | ------------- | ------------ | ----- | ---- |
| Flügel      | aus dem Besitz von Ambroise Thomas; 1840/41 bei Pleyel gebaut | in Privateigentum; in Besançon deponiert | PM25003140    | Classé       | 2004  |      |